# Berlin (Money Heist)
Berlim (Andrés de Fonollosa) é um personagem da série La casa de papel, da Netflix, interpretado por Pedro Alonso. Berlim era o segundo comandante do assalto à Casa da Moeda da Espanha, o idealizador do roubo ao Banco da Espanha e o irmão do Professor.

## Biografia do personagem
Durante a primeira parte da série, a polícia descobre que Berlim é Andrés de Fonollosa e que ele tem uma doença terminal chamada Miopatia de Hellmer. Andrés realizou vinte e sete roubos em joalherias, casas de leilão e carros-fortes. Seu maior roubo, antes da Casa da Moeda, foi de quatrocentos e trinta e quatro diamantes na Champs-Élysées, em Paris. Berlim inicia uma relação coerciva com uma refém chamada Ariadna. Nos últimos minutos da Parte 2, ele se sacrifica para que sua equipe possa escapar, morrendo sob fogo policial. Apesar de sua morte, Berlim aparece num papel principal na Parte 3 através de flashbacks, mostrando o seu planejamento original do assalto ao Banco de Espanha e sendo casado com uma mulher chamada Tatiana.

## Caracterização
La Voz de Galicia caracterizou Berlim como "um personagem frio, hipnótico, sofisticado e perturbador, um macho inveterado com sérios problemas de empatia, um ladrão de colarinho branco que despreza os seus colegas e os considera inferiores". Joana Oliveira de El País descreveu Berlim nas Partes 1 e 2 como "odioso" e "um esnobe, um misógino e um pouco sádico", que La Vanguardia contrastou com o retrato da personagem nos flashbacks da Parte 3, onde apareceu "muito mais apaixonado e fofo". O ator Pedro Alonso descreveu Berlim como "cruel, heroico e engraçado ao mesmo tempo" e viu as elevadas capacidades de observação de Berlim e uma incomum compreensão do seu ambiente, resultando num comportamento de caráter não convencional e imprevisível. Embora capaz de ter empatia, Berlim, muitas vezes, não a demonstrou e foi "profundamente desumano e profundamente ardente", causando caos nas suas interações. Alonso atribuiu a popularidade de Berlim ao desejo do personagem de viver e "desfrutar de tudo no momento de forma intensa", vivendo "a vida como um sonho fantástico [...] com grande honestidade, sem obedecer a convenções e morais".

## Desenvolvimento
O retrato do personagem de Pedro Alonso foi inspirado por um encontro casual que Alonso teve um dia antes de receber o seu roteiro de audição com "uma pessoa inteligente" que lhe era "provocadora ou mesmo manipuladora". A escritora Esther Lobato Martinez disse que Berlim foi concebido, como todas os personagens, com "sombras de luz e escuridão aplicadas a cada um, de modo a serem relatáveis e imorais" à medida que a história se desenrolava, de modo a que Berlim pudesse ser visto como agradável apesar de ser opressivo para os reféns desde cedo. As semelhanças entre Berlim e o personagem Zulema de Najwa Nimri na série televisão Locked Up foram involuntárias. A ligação familiar entre o Professor e Berlim não estava no roteiro original, mas foi incorporada na história dos personagens no final da Parte 1 depois de Morte e Alonso se terem proposto repetidamente para o fazer. Os escritores decidiram trazer Berlim de volta para flashbacks na Parte 3, pois sentiram que o personagem tinha passado por um arco de redenção suficiente e era popular entre o público. Segundo o escritor Javier Gómez Santander, Berlim poderia não ter sido morto no final da Parte 2 se os escritores tivessem tido conhecimento da renovação da série.

## Recepção
Apesar ou mesmo devido à sua personalidade questionável, Berlim foi notado como um dos preferidos dos produtores e dos críticos. O anúncio da Netflix de que Berlim estaria na Parte 3 gerou especulações na mídia sobre seu papel. Para o papel de Berlim, Alonso ganhou os Premios de la Unión de Atores em 2018 na categoria "Melhor ator de televisão apoiante".